# Förvaringsmöbel

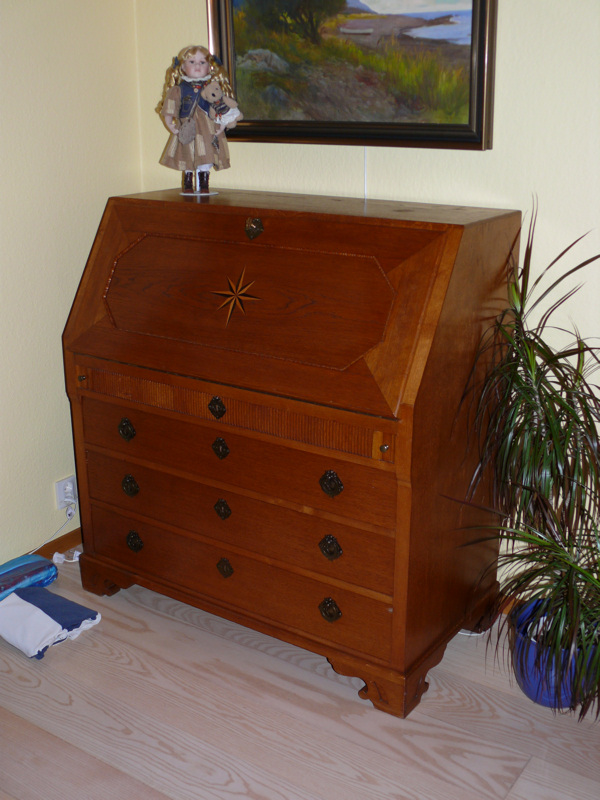
En byrå i trä.

En förvaringsmöbel är en möbel avsedd att förvara saker och ting. Förvaringsmöbler kan vara byråer, hyllor, hurtsar och garderober med mera. Vissa har dörrar eller lock för att dölja dess innehåll medan andra inte har något alls, som hyllor. Vitrinskåp har däremot glasdörrar för att visa dess innehåll som ofta är glas.